# Ernest Callenbach

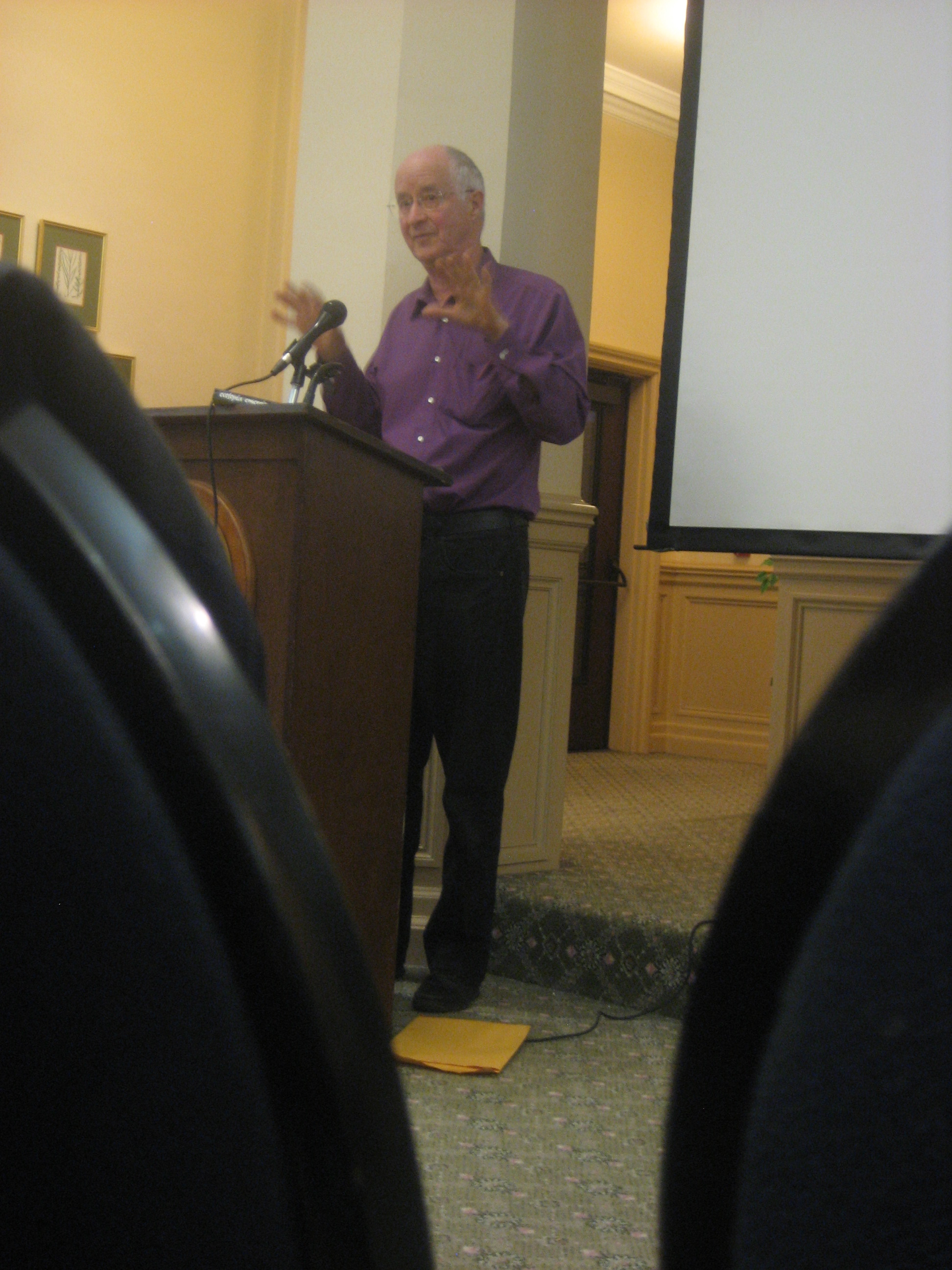
Ernest Callenbach tijdens een lezing aan de Universiteit van San Francisco in 2008.

Ernest Callenbach (Williamsport, 3 april 1929 – Berkeley, 16 april 2012) was een Amerikaans schrijver, filmrecensent en redacteur. Hij is vooral bekend als de auteur van de ecologisch-utopische roman Ecotopia (1975) en als aanhanger van simple living.

## Levensloop
Ernest Callenbach werd geboren in het landelijke Pennsylvania. Hij ging studeren aan de Universiteit van Chicago, waar hij zich aangetrokken voelde tot de nieuwe, serieuze aandacht voor film als een artistiek medium. Na zes maanden aan de Sorbonne in Parijs keerde Callenbach terug naar Chicago, waar hij een masterdiploma behaalde in Engels en communicatiewetenschappen. Hij verhuisde naar Californië, waar hij in 1955 redacteur werd van het academische journal Film Quarterly. In Berkeley, recht in het hart van de tegencultuur van na de jaren 60, groeide Callenbachs interesse in milieukwesties en duurzamer leven en in 1972 gaf hij het handboek Living Poor With Style uit. In 1975 volgde de roman Ecotopia, die hij zelf uitgaf. De roman, waarin een Amerikaanse journalist de geïsoleerde en milieuvriendelijke westkust bezoekt twintig jaar nadat die regio zich van de VS had afgescheurd, werd een bestseller en cultklassieker, die tegenwoordig aan universiteiten gelezen worden in lesreeksen over ecologische literatuur. In 1981 verscheen er een prequel, Ecotopia Emerging, waarin wordt getoond hoe de publieke consensus voor zo'n Ecotopia tot stand had kunnen komen.
Hij maakte deel uit van een groepje 'groene' denkers, wetenschappers en ingenieurs aan de Amerikaanse westkust, waartoe ook Ursula Le Guin, Sim Van der Ryn, Peter Calthorpe, Stewart Brand, Kevin Kelly, J. Baldwin en John Todd behoorden.
Callenbach overleed op 16 april 2012 op 83-jarige leeftijd door toedoen van kanker in zijn woning in Berkeley.